# Kleed van de Maagd Maria

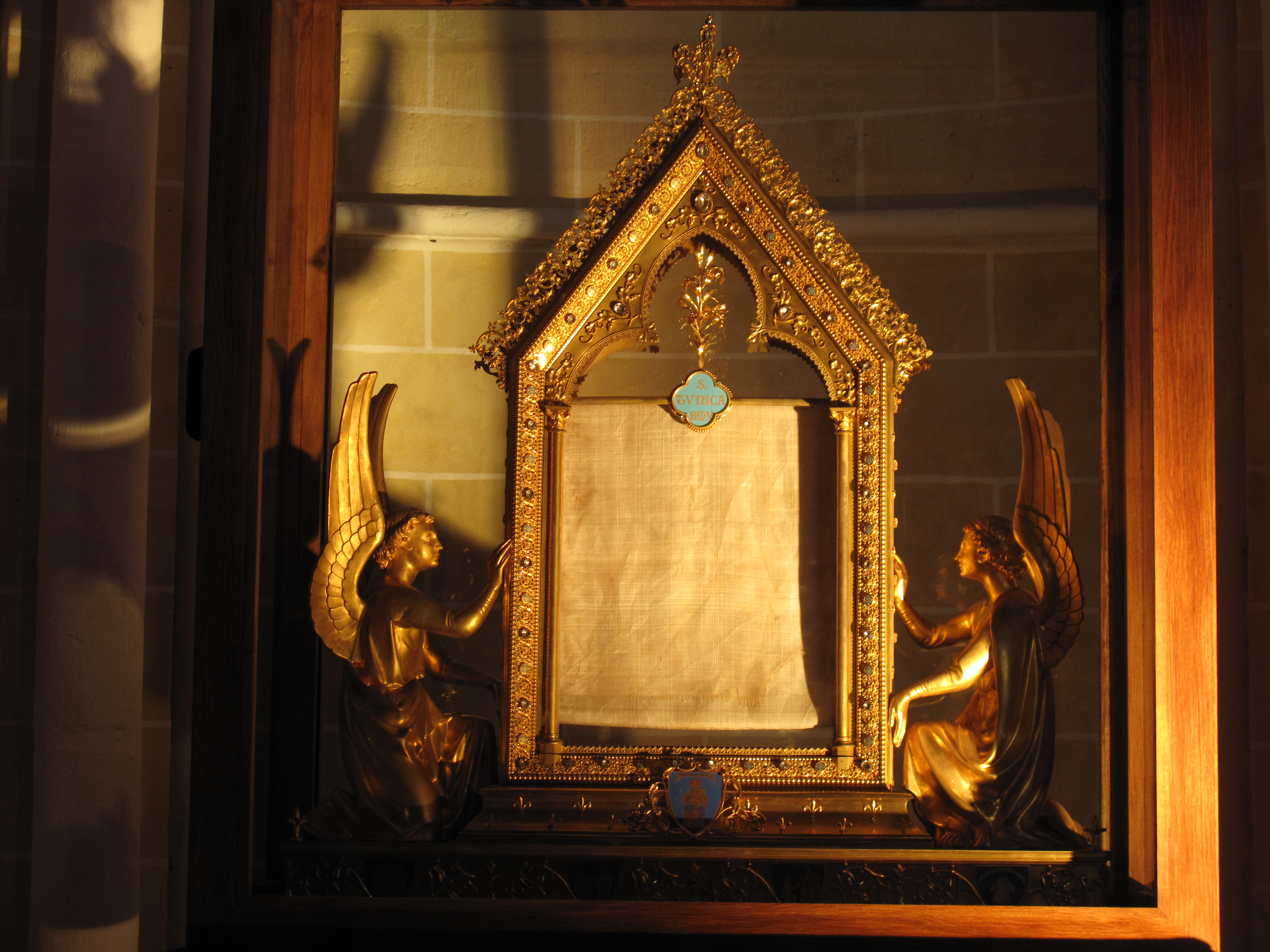
Het Kleed van de Maagd Maria in de kathedraal van Chartres

Het Kleed van de Maagd Maria (Latijn: Sancta Camisia of Frans: Le Voile de la Vierge) is de beroemdste reliek van de kathedraal van Chartres. Het doek lag aan de oorsprong van de grote Mariabedevaarten naar Chartres.

## Geschiedenis
Het gaat om een kleed (eigenlijk een zijden sluier) dat, volgens een eeuwenoude traditie, zou gedragen zijn door de Heilige Maagd Maria toen zij onder het kruis van haar stervende zoon Jezus stond.
Volgens een andere traditie zou Maria het kleed gedragen hebben tijdens de annunciatie, of ook nog tijdens de geboorte van Christus. De Byzantijnse kroniekschrijver Nicéphorus Calixtus (circa 1256-1335) schreef in zijn 'Geschiedenis van de Kerk' dat Maria het kleed droeg 'gedurende de tijd dat ze God droeg in haar kuise ingewanden'.
Volgens de overlevering zou Maria, op haar sterfbed, het kleed geschonken hebben aan een vriendin. Later zou het terecht zijn gekomen bij de Byzantijnse keizerin Irene, die het geschonken zou hebben aan Karel de Grote. De reliek zou in 876 door Karel de Kale, kleinzoon van Karel de Grote, aan de kerk van Chartres geschonken zijn.
Aan de relikwie zijn enkele bijzondere gebeurtenissen toegeschreven. De eerste keer was in augustus 911 toen de Noormannen onder Rollo de stad belegerden. De relikwie hing boven een van de stadspoorten ter aanmoediging van de verdedigers. Onder aanvoering van bisschop Gancelmus lukte het de bewoners vervolgens om, samen met te hulp gekomen troepen, de Noormannen te verslaan.
De tweede keer werd in 1194 een groot deel van het stadscentrum - inclusief de kerk - door brand verwoest, maar de crypte, de westportalen en de Sancta Camisia bleven gespaard. Dit werd opgevat als een teken dat Maria gewild had dat de oude kerk zou vervangen worden door een groter en mooier gebouw. Dit leidde tot de bouw van de nieuwe kathedraal.
In 1927 werd het doek aan een expertise onderworpen door zijdekenners uit Lyon, die een datering in de eerste eeuw gaven.

## Elders
Het Kleed van Maria in Chartres is niet het enige. Zo bezit de Dom van Aken een exemplaar, dat met andere textiele relieken is opgeborgen in het Marienschrein, een beroemd reliekschrijn. Een ander kleed van Maria (en haar gordel) bevindt zich in de kathedraal van Zoegdidi, Georgië.

## Voetnota
1. ↑  Sancta camisia.
2. ↑  A. van den Akker s.j., 'Maria's gordel' op heiligen.net.